# Klubbb3
Klubbb3 Er et international Schlager band der består af Florian Silbereisen (Tyskland), Jan Smit (Holland) og Christoff De Bolle (Belgien)

## Band Historie
I efteråret 2015 annoncerede Florian Silbereisen et nyt band. Initiativet kom i følge dem selv fra de tre sangere og uden pres fra pladeselskaberne. Producer Tobias Reitz og sangskriver Uwe Busse blev ansat . Deres Første Singel Orsicht unzensiert! nåede #66 på den Tyske singlehitliste . Den 8. januar 2016 kom gruppens første debutalbum Vorsicht unzensiert! der blev udgivet som den 4. rangerede på de Tyske, 33. rangerede på de Hollandske og den 6. rangerede på de flamske albumhitlister 

## Diskografi
Albums
- 2016: Vorsicht unzensiert! (Universal Music)
- 2017: Jetzt geht's richtig los! (Universal Music)
- 2018: Wir werden immer mehr! (Universal Music)

Singles
- 2016: Du schaffst das schon
- 2017: Jetzt erst recht!
- 2017: Märchenprinzen (with Gloria von Thurn und Taxis)

## Eksterne links
- Klubbb3 Arkiveret 22. september 2017 hos  Wayback Machine on the website for Universal Music
- Biografie der Band KLUBBB3 auf

1. Schlagerband